# پیر پائولو اسکارونه
پیر پائولو اسکارونه (انگلیسی: Pier Paolo Scarrone؛ زادهٔ ۲۶ ژوئن ۱۹۵۱) بازیکن فوتبال اهل ایتالیا است.
از باشگاه‌هایی که در آن بازی کرده‌است می‌توان به باشگاه فوتبال رجینا، باشگاه فوتبال آلساندریا، باشگاه فوتبال پارما، باشگاه فوتبال باری، باشگاه فوتبال جنوآ، باشگاه فوتبال آ.ث. میلان، و باشگاه فوتبال لیورنو اشاره کرد.